# Bębnówka Wielka
Bębnówka Wielka (ukr. Бубнівка) – wieś w rejonie wołoczyskim, w obwodzie chmielnickim.

## Pałac
- piętrowy pałac kryty dachem czterospadowym, wybudowany w XIX w. przez Jerzego Jodko-Narkiewicza (1796–1875)[2]. Od frontu ryzalit, na nim balkon z balustradą z wazami na wysokości piętra w części centralnej. Wewnątrz sprzęty z Pałacu w Wiśniowcu. Zniszczony przez bolszewików[3].

## Przypisy

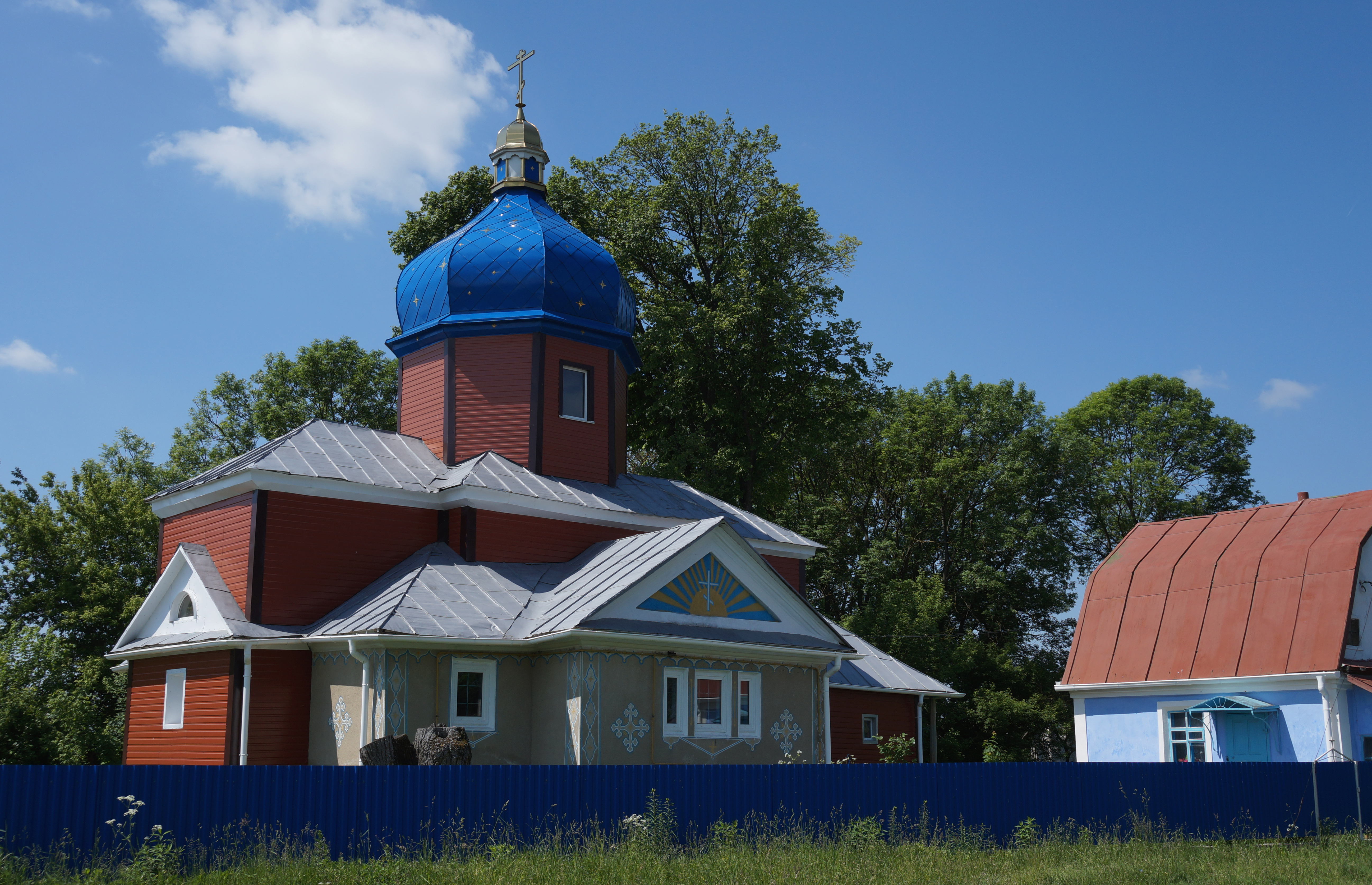
Cerkiew św. Michała Archanioła